# 宇留間和基
宇留間 和基（うるま かずもと）は、日本のジャーナリスト、編集者。AERA創刊時から編集部に入り、同誌編集長や、初代朝日新聞出版代表取締役社長等を経て、J-CASTニュース編集長。

## 人物・経歴
新潟県相川町（現佐渡市）出身。新潟県立佐渡高等学校を経て、1979年一橋大学社会学部卒業、毎日新聞社入社。その後朝日新聞社に移り、1988年にAERAが創刊されると同誌編集部に入る。
1992年朝日新聞東京社会部。1995年AERA副編集長。2003年から2006年までAERA編集長。朝日新聞社出版本部雑誌編集センター長、図書編集センター長、出版本部長を経て、2008年に朝日新聞出版が設立されると、同社代表取締役社長に就任。2012年日刊スポーツ新聞社編集担当常務取締役。この間、宣伝会議編集・ライター養成講座講師、社団法人如水会理事等も務めた。
2016年からジェイ・キャストに移り、2017年J-CASTニュース編集長。同年スマートニュースからJ-CASTニュースにSmartNewsアワード2017ダイバーシティ賞が授与され、授賞式で長く続いている理由を問われ「節操なく、あらゆるニュースを追いかけることでしょうか。この姿勢が今回の受賞理由の多様性にもつながっていると思います」などと答えた。

## 著書
- 『冷戦後の日本の開発協力』朝日新聞社 1995年

## 参加作品
- 悪人（製作）
- 劇場版アニメ 忍たま乱太郎 忍術学園 全員出動!の段（製作）